# شعث الصرط
يُقصد بـ شعث الصرط أو تشتت الإشارة بتعدد المسارات (بالإنجليزية: multipath propagation)‏ سلوك الموجات الكهرومغناطيسية عدة صرط أو طرق للوصول إلى هدفها. فكل موجة تسلك طريقا مختلفا. وبالمثال يتضح المقال. هب أن بيدك جوالا وتلقيت به اتصالا من زيد أو عبيد. حينها سيتولى برج الجوال تحميل إشارة الطنين على موجة كهرومغناطيسية لاخطارك بورود الاتصال.لا يدرى حينئذ ماهو الدرب الذي ستسلكه الموجة حتى تصلك. فربما اتتك مستقيمة وهذا وارد أو ربما مرتدة عن حائط أو مبنى أو لعلها ارتطمت بحافلة عابرة ثم نصتك، وقد تنعكس من الأرض قادمة صوبك.هذا مثال على تعدد السكك والدروب امام الإشارة الكهرومغناطيسية، وهنا يتبادر سؤال؟ ما أثر هذه الدروب على جودة الاتصال الجاري.

## أثره

### التأخير
بمعرفة أن تلكم الارتدادات هن محض نسخ وصور مكررة من الإشارة الاصلية لكنها تصل تباعاً إلى جوالك في أوقات مختلفة بسبب تفاوت المسافة المقطوعة بينهن. فإحداهن وردتك مباشرة والأخرى اصطدمت بالأرض مثلاً ثم وصلت وهكذا.
إذن فأثرها هو تأخير وصول الإشارة أو تأخر الانتشار، وهذه معضلة. فليس من المعقول أن يعالج جوالك نفس المعلومات مرة واثنتين وثلاث وربما أكثر. ولا من المعقول أن يحتمل المتصل سماع نفس المعلومة مرة واثنتين إلخ...

### الخبو
إن ورود كثير من الموجات إلى جوالك عبر عدة سكك على تردد واحد واستقطاب واحد سيسبب لا محالة تداخل تلكم الموجات مع بعضها البعض. وهذا التداخل شديد العشوائية بسبب الحركة العشوائية للأفراد والمركبات وحتى حالة الطقس. فلا يكاد يعرف أو يخمن ما محصلة ذاك التداخل. أهو تداخل هدام أم تداخل بناء أم بين بين.
و هذه التداخلات العشوائية هي منبع ما يعرف بالخبو. فتجد قوة الإشارة (مطال الإشارة إن تحرينا الدقة) يخبو ويشتد بشكل سريع خلال فترة زمنية قصيرة ومسافة أيضا قصيرة. ودراسة تلك التفاوتات تندرج تحت ما يسمى مفاقيد المدى القصير.

## حلها

### التأخير

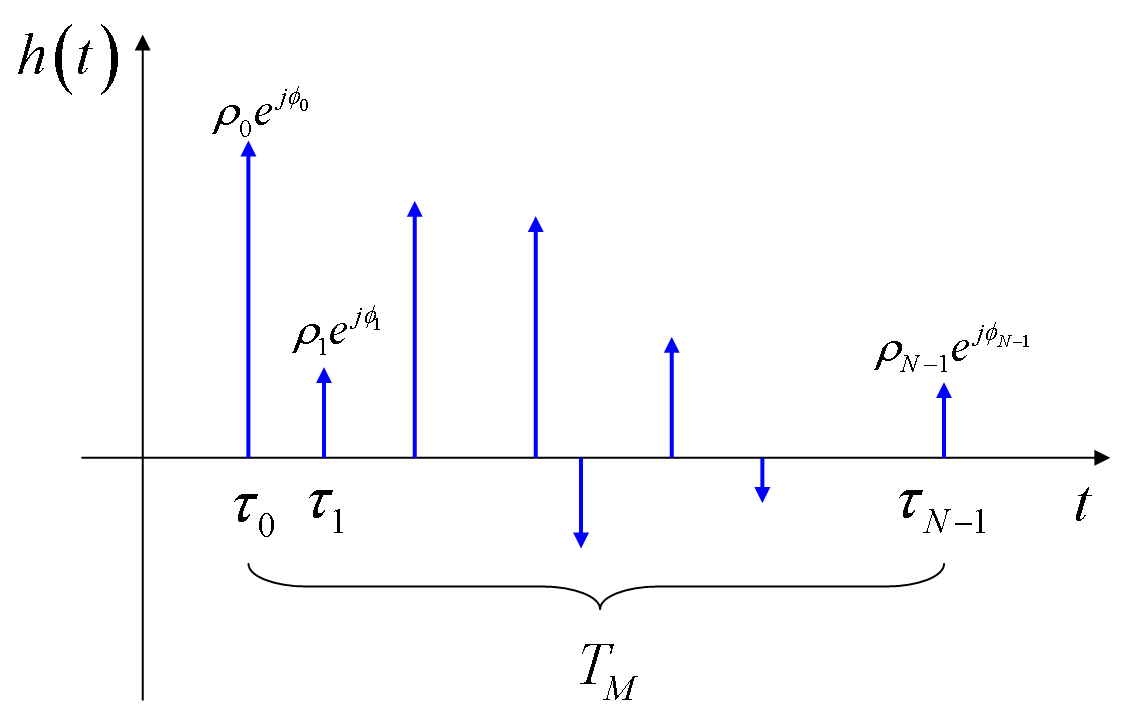
اتمثيل رياضي للتأخير الحاصل وقوة الأشارة. ويظهر وجود 8 مركبات (نسخ) لذات الاشارة.

بالنسبة للتأخير فيمكن إجراء دراسة إحصائية على حالة والقناة وأخذ تصور عن لاحة القناة. ودراسة الحيز الزمني لورود الموجات ذات المعلومة المنسوخة وليكن 8 ميكروثانية. والإيعاز للجوال بتجاهل أي معلومة خلال تلك المدة 8 ميكروثانية.

### الخبو
يمكن عبر الإحصاء والتجربة تحديد أقصى وأدنى تفاوت لمطال الإشارة الأمر الذي يتيح معرفة أدنى مقدار من الطاقة يمكن منحه للإشارة لتطمر عشوائية الخبو وتصل إلى هدفها بنجاح ودون انقطاع الاتصال بين الشخصين بسبب خبو أو غيره.

## النمذجة
كما ذكر أعلاه فعشوائية الحركة هي منبع فوضوية المسالك التي تتخذها الإشارة لقضاء وطرها. وبما أن من المستحيل إجراء دراسة إثر كل تغير تشهده قناة النقل. يصار إلى يتم تمثيل ظاهرة شعث الصرط بعدة نماذج بديلة مثل نموذج الانعكاس الارضي أو غيره. ولا مشاحة في النمذجة، فلكل نموذجه الذي يلائمه. فالنموذج المطبق في الغابات لا يلائم بالضرورة الصحاري والجبال. اهـ.